# ارين هيل
ارين هيل هو عازف جاز كندي، ولد في 15 أبريل 1966.

## وصلات خارجية
- الموقع الرسمي
- ارين هيل على موقع ميوزك برينز (الإنجليزية)
- ارين هيل على موقع أول ميوزيك (الإنجليزية)
- ارين هيل على موقع ديسكوغز (الإنجليزية)